# Stazione di Busto Arsizio Nord
La stazione di Busto Arsizio Nord è una delle due stazioni ferroviarie di Busto Arsizio, posta sulle linee Saronno-Novara e Busto Arsizio–Malpensa Aeroporto appartenenti alla rete FerrovieNord.
La stazione è ubicata in via Vincenzo Monti, ed è una stazione interrata a quattro binari.

## Storia
La stazione originaria, posta in superficie, venne aperta nel 1887 in contemporanea con la linea Novara–Seregno.
Alla fine degli anni ottanta del XX secolo, in seguito alla necessità di raddoppiare il binario, si decise di interrare il tratto ferroviario di attraversamento urbano. I lavori, dopo alcuni anni di interruzione della linea, terminarono con l'attivazione della nuova stazione sotterranea il 1º luglio 1996. Il vecchio fabbricato viaggiatori fu abbattuto il 12 luglio 1991, e il vecchio sedime ferroviario adibito a parcheggio.
Nel 1999, trascorsi pochi mesi dall'inaugurazione del nuovo terminal Malpensa, prese ad operare il Malpensa Express, di cui, dal 2003, la stazione funge anche da fermata.
Nel luglio 2006, ad alcune centinaia di metri dalla stazione, sono iniziati i lavori di raddoppio a raso della tratta Sacconago-Vanzaghello, di realizzazione degli impianti ferroviari di armamento, trazione elettrica, segnalamento e telecomunicazioni e di costruzione di un posto di movimento merci nella zona del Bivio Sacconago-Malpensa.
Con l'interramento della linea si era reso inutilizzabile il raccordo con l'altra stazione di Busto Arsizio. I lavori per il ripristino di tale raccordo, che fu poi battezzato raccordo X, sono stati completati nell'ottobre 2009.
Da quel giorno è stato istituito un collegamento a cadenza oraria tra la stazione Nord e la stazione di Busto RFI, anche se successivamente (il 12 dicembre 2010) tale collegamento è stato sospeso, venendo sostituito da autobus. Oggi è percorso dai treni della linea S50 Bellinzona-Malpensa Aeroporto della Rete celere ticinese. Il ripristino del raccordo X ha reso possibile anche il collegamento tra le ferrovie Nord ed il terminale intermodale di traffico combinato Hupac di Busto Arsizio. È in progetto anche il raccordo Y, che collegherà la stazione di Busto Arsizio Nord con la stazione di Legnano di RFI.
L’impianto risulta telecomandato dal Dirigente Centrale Operativo con sede a Saronno.

## Movimento
La stazione è servita dal servizio Malpensa Express, dalla linea S50 e da relazioni regionali e regio-espresse operate da Trenord.
Dal 2011 al 2018 vi ha inoltre prestato servizio la linea S30 della rete celere del Canton Ticino, operante la relazione Bellinzona-Luino-Malpensa Aeroporto; a decorrere da giugno 2018 tale relazione viene soppressa e sostituita dalla linea S40, operante la tratta Malpensa Aeroporto Terminal 2-Varese-Mendrisio-Como. Da giugno 2019 il collegamento transfrontaliero con Malpensa (divenuto giornaliero e a cadenza oraria) è garantito dalla linea S50 da e per Bellinzona (via Varese, Mendrisio e Lugano). Tali servizi sono in carico alla società TiLo.

## Servizi
- Biglietteria
- Biglietteria self-service
- Bar